# Beginnings
Albums de The Allman Brothers Band
Eat a Peach
(1972) Brothers and Sisters
(1973)
Beginnings est une compilation du groupe de rock américain Allman Brothers Band. Elle est parue en avril 1973 sur le label Atlantic Records ou Capricorn Records et regroupe les deux premiers albums du groupe, The Allman Brothers Band (1969) et Idlewild South (1970).
Cette compilation se classa à la 25e place du Billboard 200 aux États-Unis et sera certifiée disque d'or.

## Liste des titres

### Disque 1:The Allman Brothers Band
Face 1
| No | Titre                     | Auteur                       | Durée |
| -- | ------------------------- | ---------------------------- | ----- |
| 1. | Don't Want You No More    | Spencer Davis, Edward Hardin | 2:24  |
| 2. | It's Not My Cross to Bear | Gregg Allman                 | 5:01  |
| 3. | Black Hearted Woman       | G. Allman                    | 5:06  |
| 4. | Trouble No More           | McKinley Morganfield         | 3:44  |

Face 2
| No | Titre              | Auteur    | Durée |
| -- | ------------------ | --------- | ----- |
| 1. | Every Hungry Woman | G. Allman | 3:44  |
| 2. | Dreams             | G.Allman  | 7:17  |
| 3. | Whipping Post      | G.Allman  | 5:16  |

### Disque 2:Idlewild South
Face 1
| No | Titre                       | Auteur                   | Durée |
| -- | --------------------------- | ------------------------ | ----- |
| 1. | Revival                     | Dickey Betts             | 4:03  |
| 2. | Don't Keep Me Wonderin'     | G. Allman                | 3:28  |
| 3. | Midnight Rider              | G. Allman , Robert Payne | 2:57  |
| 4. | In Memory of Elizabeth Reed | Betts                    | 6:55  |

Face 2
| No | Titre                  | Auteur       | Durée |
| -- | ---------------------- | ------------ | ----- |
| 1. | Hoochie Coochie Man    | Willie Dixon | 4:54  |
| 2. | Please Call Home       | G. Allman    | 3:59  |
| 3. | Leave My Blues at Home | G. Allman    | 4:17  |

## Musiciens
- Gregg Allman : chant, piano, orgue
- Duane Allman : guitare lead, slide, et acoustique
- Dickey Betts : guitare lead
- Berry Oakley :basse, chant sur Hoochie Coochie Man et chœurs
- Butch Trucks :batterie, tympani
- Jai Johnny "Jaimoe" Johanson: batterie, congas

avec
- Thom Doucette : harmonica et tambourin

## Chart et certification
| Pays       | Durée du classement | Meilleur classement |
| ---------- | ------------------- | ------------------- |
| États-Unis | 55 semaines         | 25e                 |

| Pays       | Certification | Ventes    | Date       |
| ---------- | ------------- | --------- | ---------- |
| États-Unis | Or            | 500 000 + | 25/09/1973 |